# Typhula quisquiliaris
Typhula quisquiliaris, é uma espécie de fungo clavarioide [en] pertencente à família Typhulaceae [en]. Produz corpos frutíferos pequenos e brancos, com até 9 mm de altura, cada um com uma "cabeça" e um "caule" distintos. A cabeça é fértil, enquanto o caule se conecta a um esclerócio incorporado no substrato. Esses corpos frutíferos crescem a partir de madeira morta, com preferência marcante por samambaia, onde a espécie se alimenta de forma saprotrófica. Embora T. quisquiliaris tenha sido descrita sob outro nome por James Sowerby em 1803, o nome específico quisquiliaris foi sancionado em 1821 por Elias Magnus Fries, e a espécie foi transferida para o gênero Typhula [en], resultando em seu nome binomial atualmente aceito por Paul Christoph Hennings em 1896. A espécie foi registrada na Europa e no norte da África.

## Taxonomia
Typhula quisquiliaris foi descrita inicialmente por James Sowerby em 1803 como Clavaria obtusa. Contudo, esse nome foi considerado ilegítimo, pois já havia sido atribuído a outra espécie por Christiaan Hendrik Persoon em 1797. O nome sancionado foi estabelecido anos depois por Elias Magnus Fries, em sua obra Systema Mycologicum de 1821. Fries nomeou a espécie como Pistillaria quisquiliaris, após tê-la chamado de Clavaria quisquiliaris em 1818. O nome específico quisquiliaris deriva do latim e significa "relativo a resíduos". No mesmo ano, Samuel Frederick Gray reclassificou a Clavaria obtusa de Sowerby, nomeando-a Geoglossum obtusum. O nome de Fries, entretanto, foi adotado como válido, e em 1896, Paul Christoph Hennings transferiu a espécie para o gênero Typhula, conferindo o nome pelo qual é conhecida hoje. Contudo, o nome Pistillaria quisquiliaris foi utilizado até o século XX, como, por exemplo, em uma publicação de Carleton Rea [en] em 1922.

## Descrição
Typhula quisquiliaris produz corpos frutíferos na forma de clavas [en]. Cada corpo frutífero é composto por um "caule" e uma "cabeça" distintos, e mede até 7 mm de altura. A superfície da cabeça é lisa e branca, com dimensões de 1,5 a 4 mm por 1 a 2,5 mm. O caule arredondado é infértil e apresenta uma coloração semelhante à da cabeça. No entanto, possui uma cobertura penugenta muito fina e é ligeiramente translúcida. O caule mede de 0,3 a 0,4 mm de largura e está conectado a um esclerócio inserido no ramo de onde o corpo frutífero cresce.

### Características microscópicas
Os esporos de T. quisquiliaris são estreitamente elipsoides e medem de 9 a 14 por 4 a 5,5 micrômetros (μm). São brancos e contêm pequenos grânulos. Os esporos são sustentados por basídios que medem de 50 a 70 por 7 a 8 μm, com quatro esporos por basídio. A cobertura penugenta do caule é composta por pelos de parede espessas, cada um medindo de 15 a 60 por 3 a 7 μm, embora frequentemente inchados na base. O esclerócio mede de 1,5 a 3 por 0,5 μm e apresenta uma coloração amarelo-pálida. fíbulas estão presentes nas hifas.

## Habitat e distribuição
Os corpos frutíferos de Typhula quisquiliaris são geralmente encontrados em fileiras, crescendo a partir de detritos vegetais. A espécie prefere samambaia, especialmente Pteridium aquilinum, mas a colonização de matéria morta de outras plantas não é incomum. Nesses substratos, a espécie se alimenta como saprotrófico, decompondo a matéria orgânica morta para se sustentar. Ela foi registrada na Europa e no norte da África, e na Europa os corpos frutíferos podem ser encontrados de abril a dezembro.